# Эль-Кармен (Чили)
Эль-Кармен (исп. El Carmen) — посёлок в Чили. Административный центр одноимённой коммуны. Население — 4426 человек (2002). Посёлок и коммуна входит в состав провинции Дигильин и области Ньюбле.
Территория коммуны — 664,3 км². Численность населения — 12 242 жителя (2007). Плотность населения — 18,43 чел./км².

## Расположение
Посёлок расположен в 34 км южнее административного центра области — города Чильян.
Коммуна граничит:
- на севере — с коммуной Сан-Игнасио
- на востоке — с коммуной Пинто
- на юге — с коммуной Пемуко
- на западе — с коммуной Бульнес

## Демография
Согласно сведениям, собранным в ходе переписи Национальным институтом статистики,  население коммуны составляет 12 242 человека, из которых 6215 мужчин и 6027 женщин.
Население коммуны составляет 0,62 % от общей численности населения области Био-Био. 61,68 %  относится к сельскому населению и 38,32 % — городское население.